# Frances Slaap
Frances Slaap (Frances Mary Slaap; * 25. Juni 1941 im London Borough of Ealing) ist eine ehemalige britische Hochspringerin und Hürdenläuferin.
Bei den Olympischen Spielen 1960 in Rom kam sie im Hochsprung auf den sechsten Platz.
1962 wurde sie bei den Leichtathletik-Europameisterschaften in Belgrad Neunte im Hochsprung. Bei den British Empire and Commonwealth Games in Perth wurde sie für England startend Fünfte im Hochsprung und schied über 80 m Hürden im Vorlauf aus.
Bei den Olympischen Spielen 1964 in Tokio wurde sie im Hochsprung erneut Sechste.
1964 sowie 1965 wurde sie Englische Meisterin und 1962 sowie 1964 Englische Hallenmeisterin im Hochsprung.

## Persönliche Bestleistungen
- 80 m Hürden: 11,99 s, 29. November 1962, Perth
- Hochsprung: 1,76 m, 26. September 1964, Portsmouth